# Zifterij

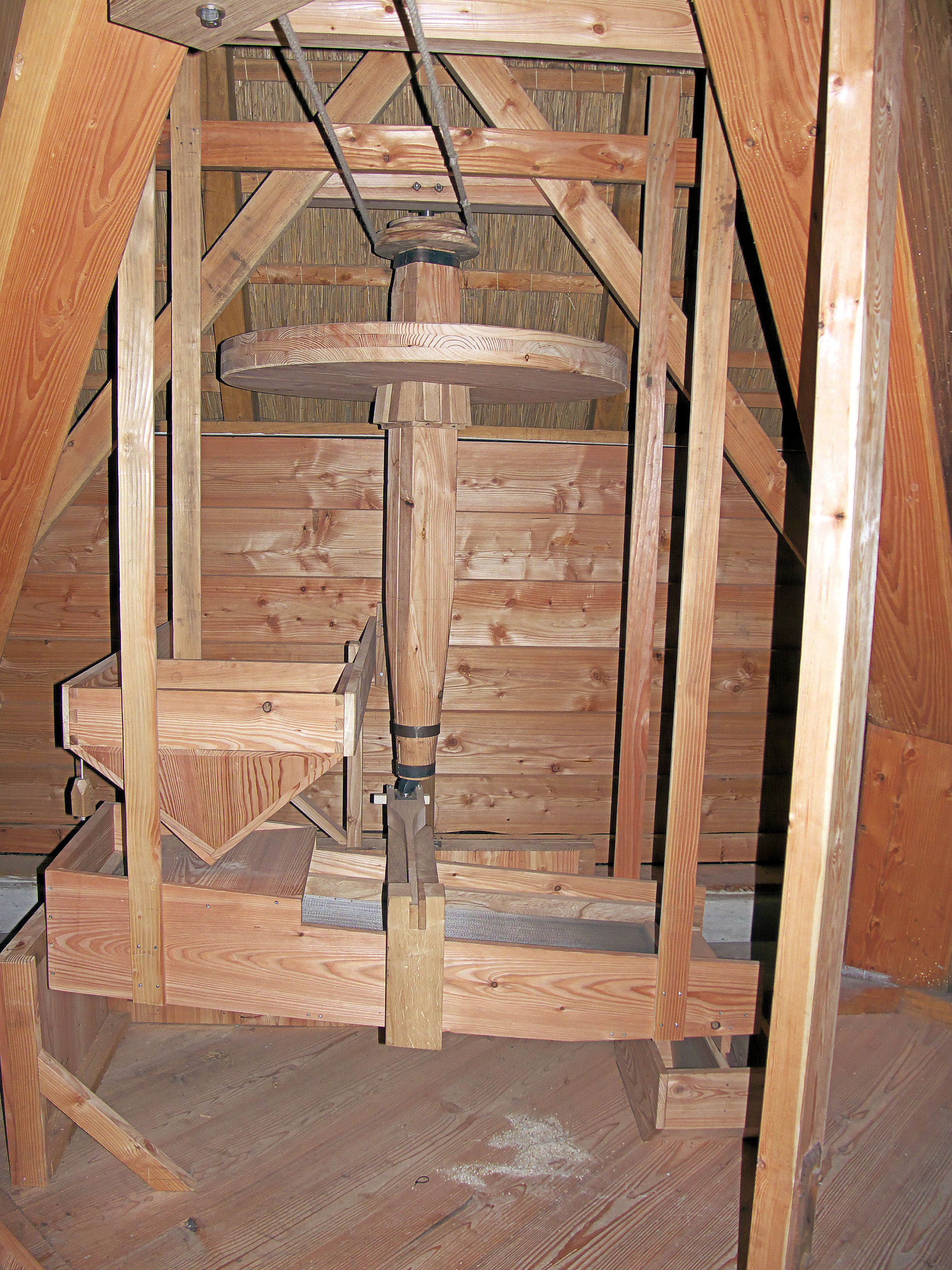
Zifterij van molen De Koe in Ermelo met touwsnaaraandrijving en drie boven elkaar liggende zeven

Een zifterij of harp bestaat uit een aantal boven elkaar geplaatste zeven. De bovenste zeef is het grofst en het langst, de onderste het fijnst en het kortst. Onder de zeven zitten voor de opvang van de gerst of gort bakken of stortkokers naar de waaierij. Het afval valt door de onderste zeef op de vloer van het zeeflichaam. Met behulp van een trekblok en pal wordt de zifterij aan en uit gezet.
De zifterij wordt door touwsnaren of drijfriemen vanaf de pelspil aangedreven.
Voor een regelmatige gang zit er op de zifterij een houten vliegwiel. Een kruk zorgt voor de heen- en weergaande beweging van de zeven.
De zifterij wordt gebruikt op een pelmolen en bevindt zich op de pelzolder. Voordat met pellen begonnen wordt, wordt in Groningen de gerst ermee geschoond en gesorteerd. In de Zaanstreek zijn hiervoor gescheiden harpen aanwezig. Na elke keer pellen wordt er de gort en de eventueel nog halfgepelde korrels mee gesorteerd. De halfgepelde korrels vallen op de vloer, doordat de bovenste zeef tijdelijk met een plankje verlengd wordt. De op grootte gesorteerde gort gaat naar de waaierij. De halfgepelde korrels worden met de schootemmer opgeschept en nogmaals gepeld.

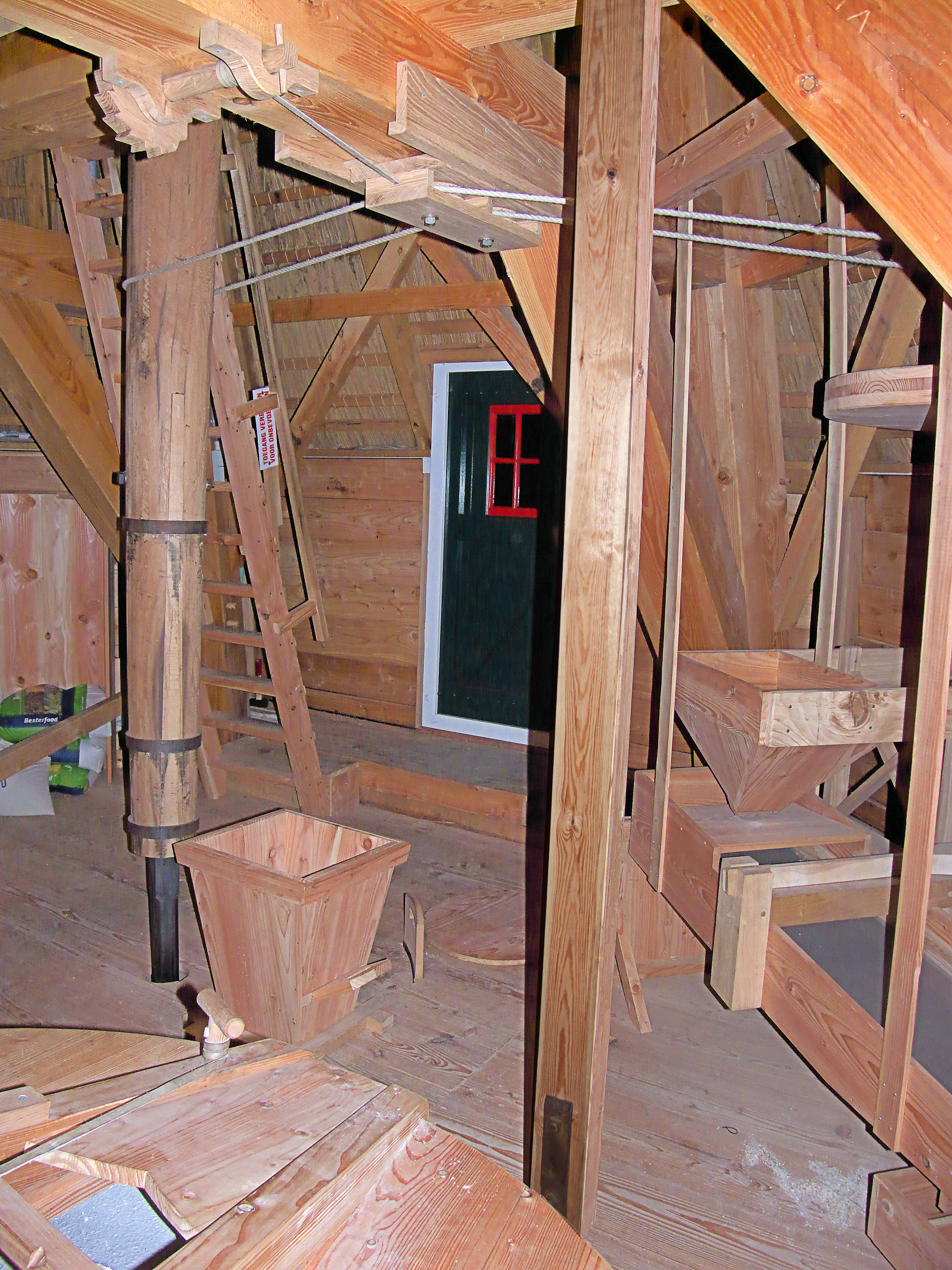
Aandrijving zifterij vanaf pelspil met trekblok.
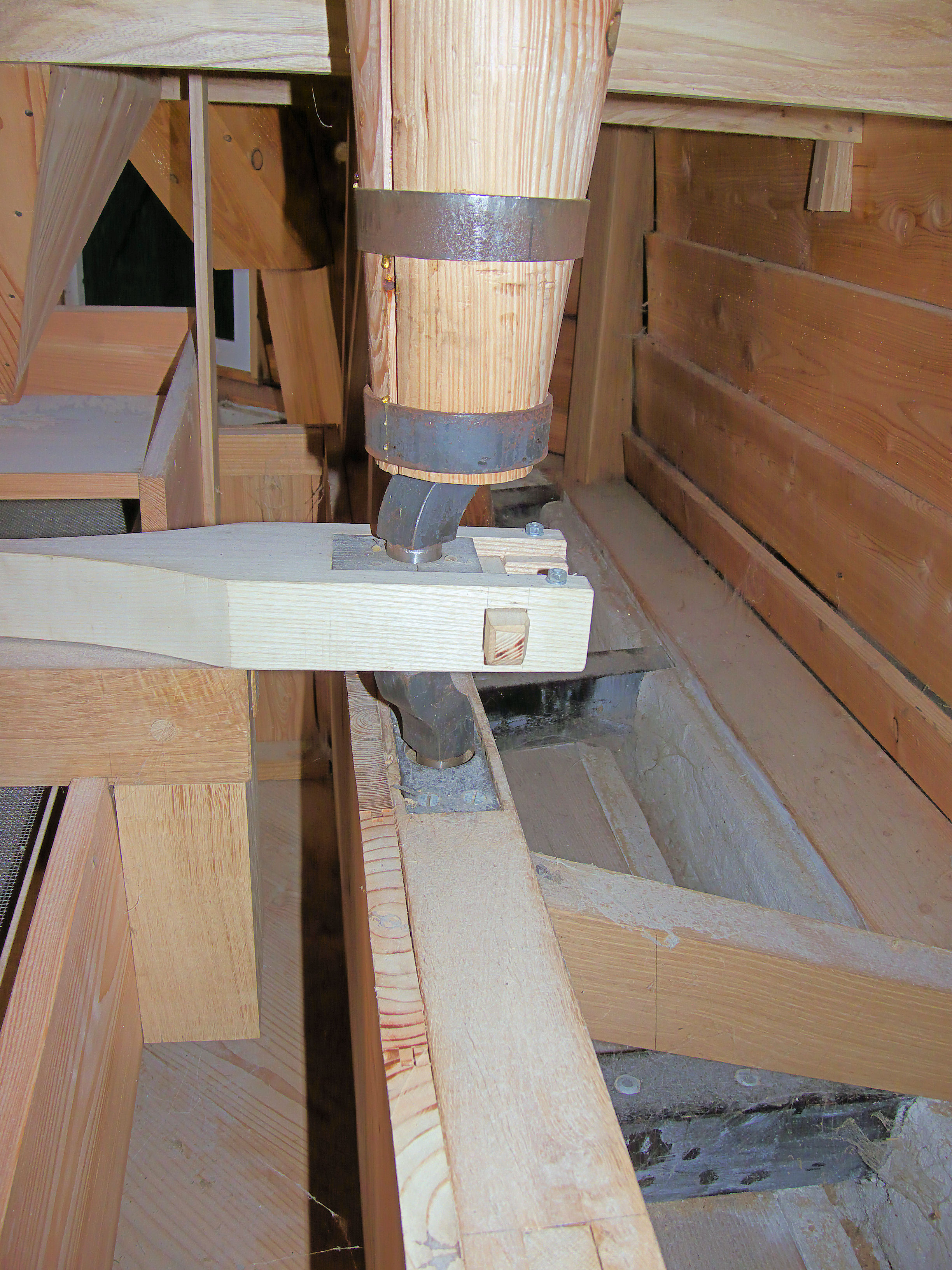
kruk
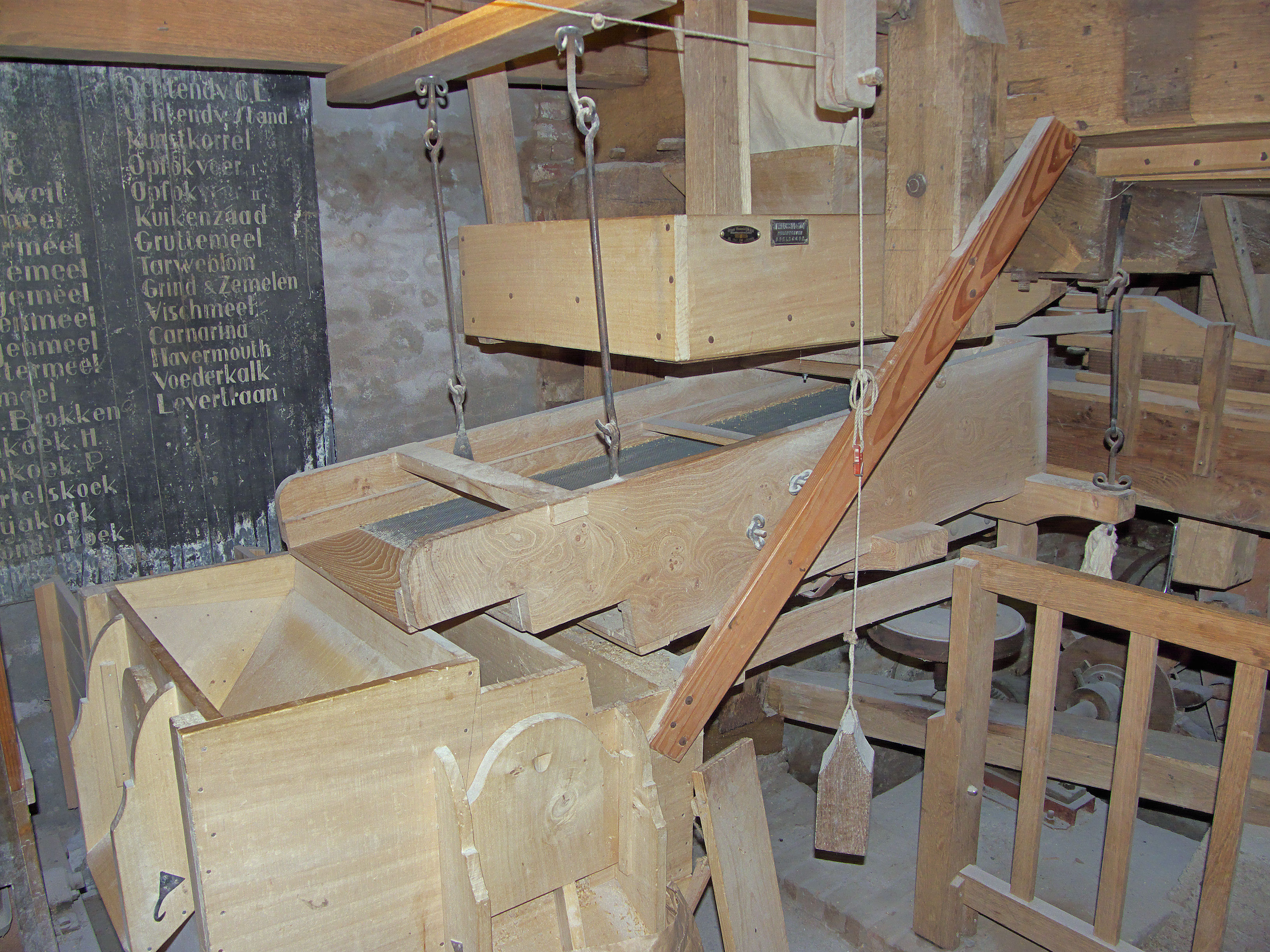
Zifterij van de Mallumsche Molen
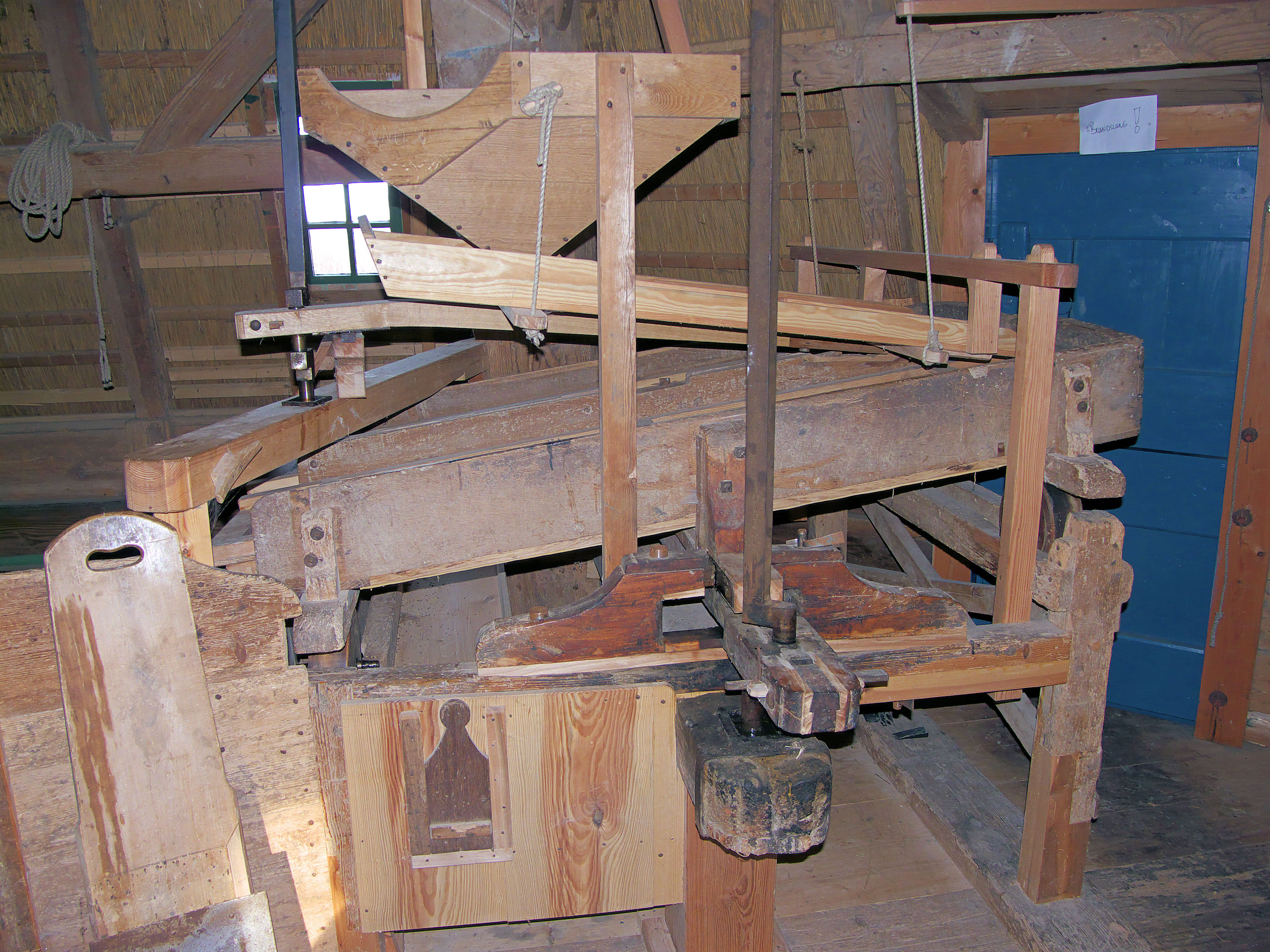
De warme harp van Het Prinsenhof